# Tour Néran
Der Torre di Néran, in Französisch Tour Néran, ist ein Festes Haus im Ortsteil ‚‚Néran‘‘ der Gemeinde Châtillon im Aostatal, nicht allzu weit entfernt vom Dorf Saint-Vincent. Im Osten begrenzt der Neyran-Bach das Anwesen, das aus einem massigen Turm mit quadratischem Grundriss, den Resten einer Umfassungsmauer und verschiedenen Gebäuden besteht, die nach und nach an den Turm angebaut wurden. Das Anwesen liegt heute an der Straße zum Col de Joux und wird derzeit restauriert.

## Beschreibung

### Der Turm
Der Bergfried mit einem Grundriss von 7,5 Metern × 7,5 Metern hat eine Höhe von 14,6 Metern und wurde aus großen Steinquadern errichtet, die laut dem Burgenspezialisten André Zanotto die Datierung auf das 12. Jahrhundert erlauben.

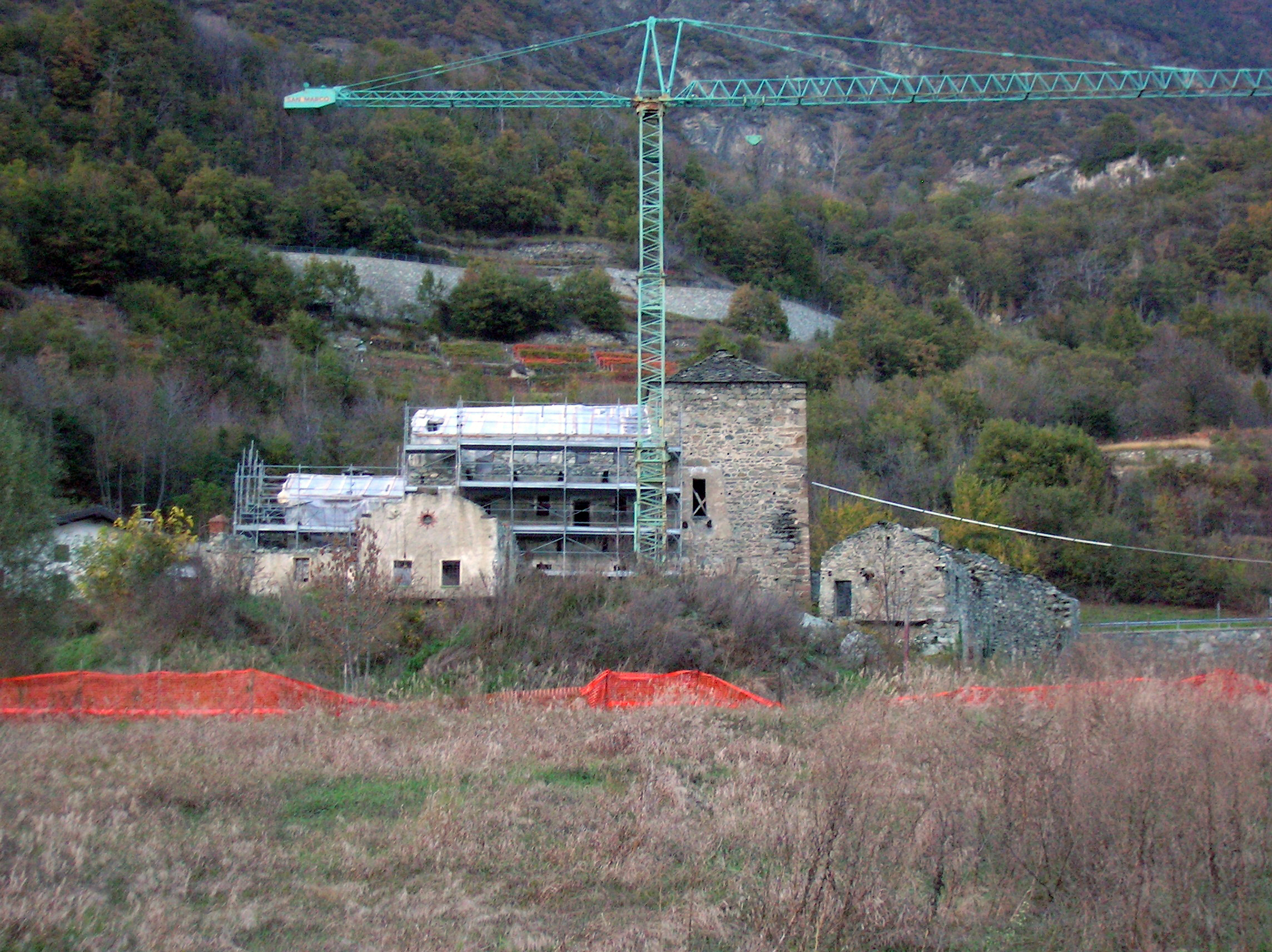
Baustelle der Restaurierung des Komplexes

Mit einer Dicke der Mauern von 1,85 Metern zeigt der Torre di Néran laut Mauro Cortellazzo und Kollegen im Gegensatz zu früheren Untersuchungen (z. B. der von Guglielmo Lange 1969 oder der von André Zanotto 1980) zahlreiche Analogien mit anderen Türmen des Aostatals: Die Mauern von beträchtlicher Dicke, die massige Struktur und die Technik des Baus, also der Einsatz von Sandwichmauern mit einem Kern aus Gussmauerwerk.

„Der Tour Malluquin in Courmayeur, der Tour de l’Archet in Morgex, der Tour Lescours in La Salle, der Torre de la Plantaz und der Torre di Sant’Anselmo in Gressan, der kürzlich entdeckte Turm im Castello di Fénis, der Torre di Néran in Châtillon, der Torre di Ville in Arnad und weitere zwei Türme in den Seitentälern, der Torre di Vachéry in Etroubles und der Tour d’Hérères in Perloz. All diese Türme wurden an Stellen erbaut, die kein morphologisches Element besitzen, das die Verteidigung erleichtern könnte. Im Gegenteil: Die Wahl der flachen Standorte, offen und nicht immer in der Nähe von Straßen, erscheint klar. Alle diese zehn Bauwerke zeichnen sich durch die besondere Standortwahl aus.“

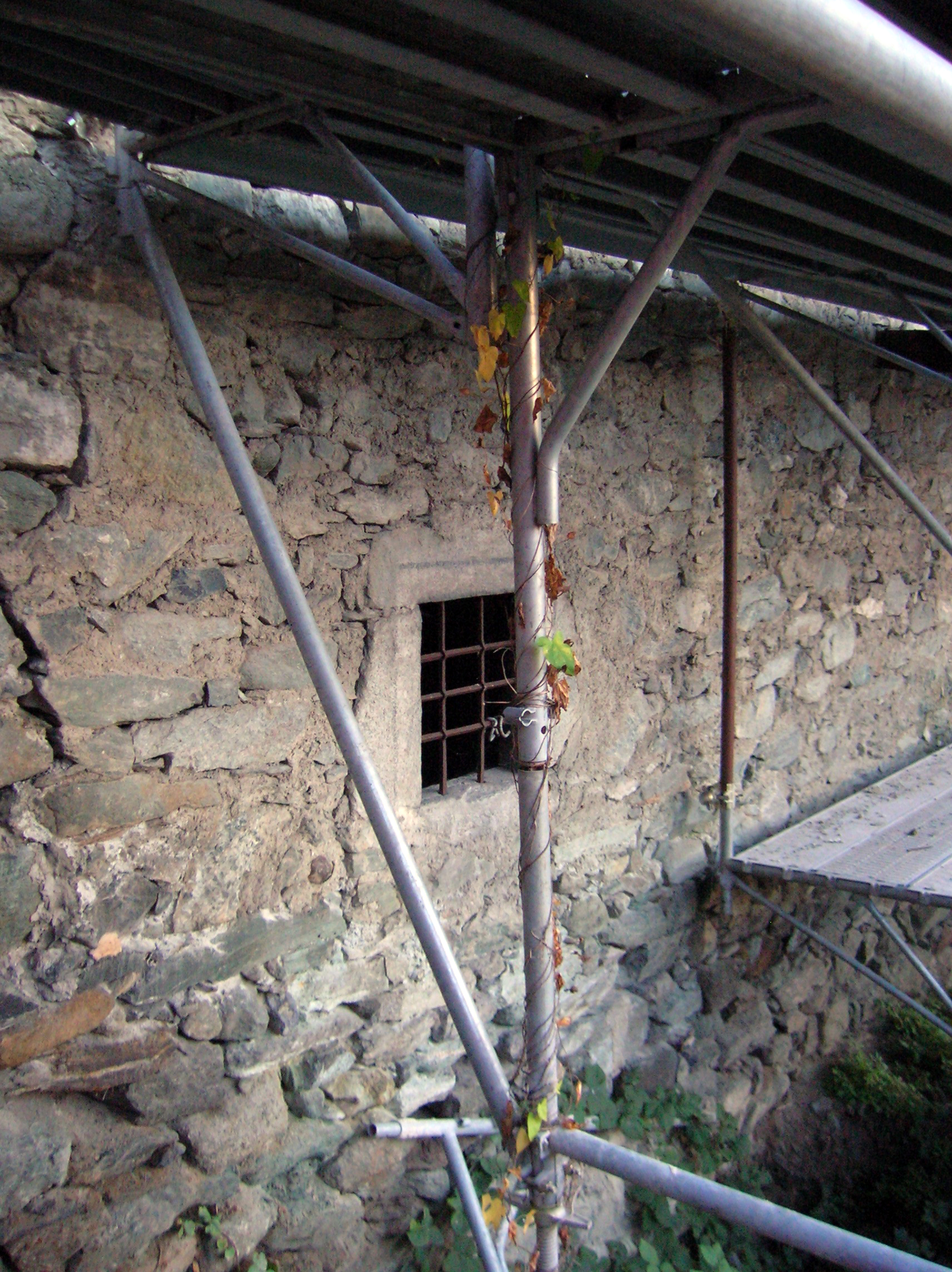
Fenster an der Westfassade des Turms im Detail

Die alte Eingangstüre liegt auf einer von 8 Metern über dem Boden auf der Südseite des Turms, wie es im Mittelalter aus Verteidigungsgründen üblich war, und darüber ist ein Blindbogen angebracht, der heute unter der später aufgebrachten Putzschicht fast unsichtbar ist. Die Verwitterung hat dazu geführt, dass ein Graffito auf der Putzschicht, das ein heraldisches Wappen zeigt, das laut Berton der Adelsfamilie Chandiou zuzuordnen ist, nur noch schlecht zu sehen ist. Der Zugang wurde über die Jahrhunderte über einen hölzernen Balkon vermittelt, dessen Funktion sich von der der Verteidigung zu der des einfachen Zugangs zum Obergeschoss wandelte.
Auf der Höhe einer Aussparung einen Meter über dem heutigen Erdboden, der in der Höhe nicht dem damaligen Erdboden entspricht, öffnet sich eine nachfolgende Schwelle.
Auf der Ostseite, zum Bach hin, hat der Turm eine einzelne Schießscharte, während man aus den Nuten für die Bau- und Stützbalken auf vier Stockwerke im Inneren schließen kann.

### Weitere Gebäude

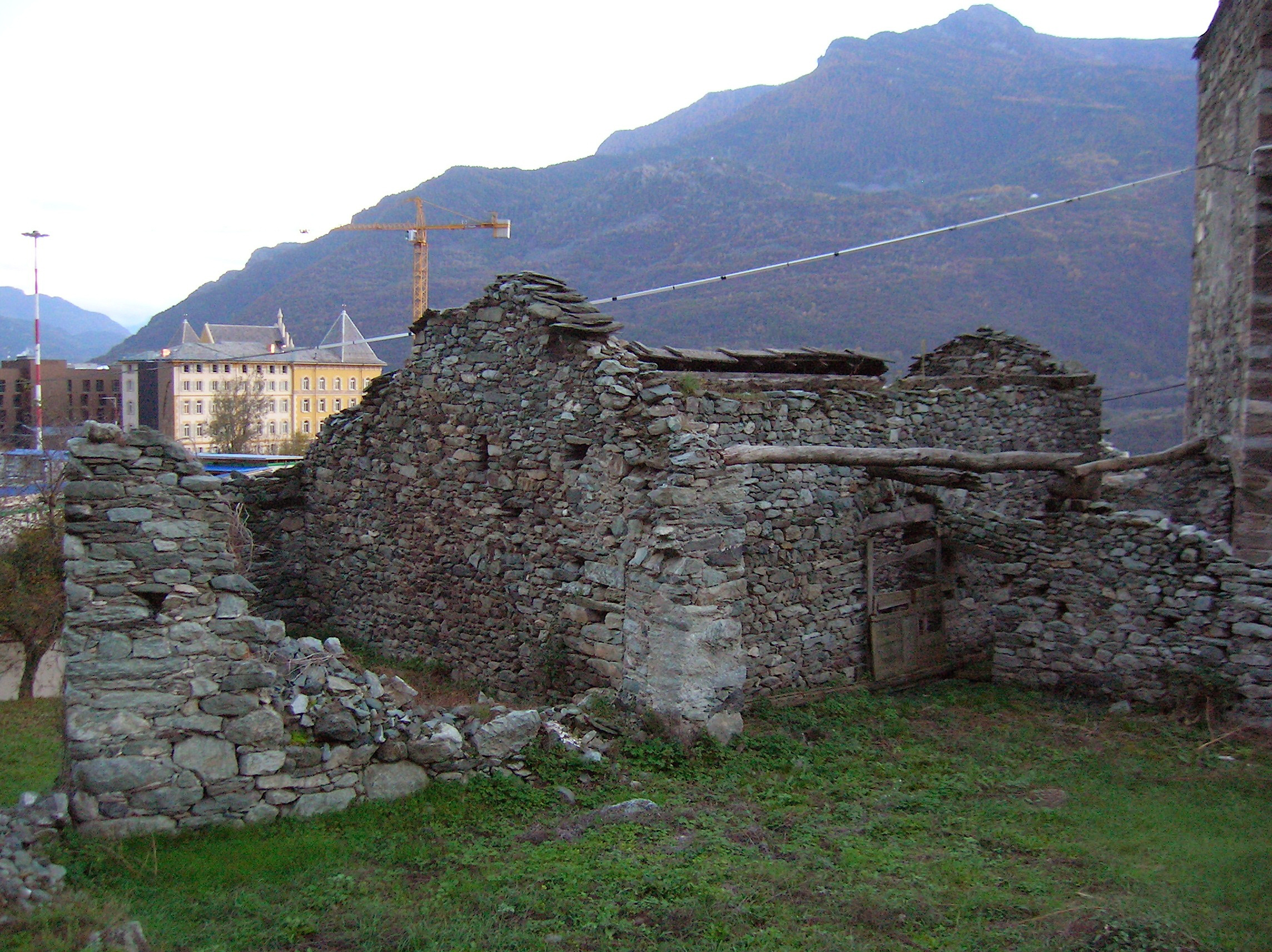
Anbau im Osten des Komplexes

Östlich wurden später mehrere Gebäude angebaut. Das direkt anschließende Haus hat drei Stockwerke.

## Geschichte
Der Turm und die Umfassungsmauer, die in ihrer Bauart einfachen Burgen im Aostatal entsprechen, stellen den ältesten Kern des Komplexes dar und stammen aus dem 12. Jahrhundert.
Von 1268 stammt ein Dokument von Philipp I. von Savoyen, in dem ein „Turre de Neran cum claustro“ (deutsch: Torre di Néran mit Einfriedung) erwähnt wird.
Die Familie Chandiou, die ersten Besitzer des Turms, hatten als Oberhaupt den Notar Pietro Chandiou, den Nachfahren einer illegitimen Tochter eines adligen Challant, die durch die Heirat ihm eine reiche Mitgift erbrachte. Innerhalb nur einer Generation schaffte es die Familie Chandiou, sich – im Jahre 1581 – adeln zu lassen und übernahm als Motto den lateinisch-katholischen Ausdruck „Sub umbra alarum tuarum“ (deutsch: Im Schatten deiner Flügel).
In den Jahren 1520–1521 ließ sie eine Reihe von Arbeiten am befestigten Komplex von Néran vornehmen.
Die ersten Pläne der Region Aostatal, den Komplex zu restaurieren, stammen aus den 1980er-Jahren, aber erst 2008 begann man mit den tatsächlichen Restaurierungsarbeiten. 2013 waren die Arbeiten, geleitet von der Tour Néran s.r.l., dem derzeitigen Eigentümer der Immobilie, und auf Betreiben der Sopraintendenza per i beni e le attività culturali della Regione Autonoma Valle d’Aosta, noch im Gange.